# Adventure Island
Adventure Island (яп. 高橋名人の冒険島 Такахаси Мэйдзин но Бо:кэн Дзима, «Master Takahashi’s Adventure Island»), также известная как Hudson’s Adventure Island — видеоигра в жанре платформера, выпущенная Hudson Soft для игровой консоли Famicom и позднее некоторых других платформ. Является адаптацией игры Wonder Boy. В 1986–1987 гг на телевидении транслировался аниме-сериал Bug tte Honey (яп. Ｂｕｇってハニー Honeybee in Toycomland)) производства TMS Entertainment, основанный на игре.

## Игровой процесс
Игрок управляет персонажем по имени Master Higgins или Master Takahashi (пухлым подростком в бейсболке и набедренной повязке из пальмовых листьев), которому нужно спасти свою подружку. Непосредственная задача, стоящая перед игроком: добежать до конца уровня целым, пока не закончится время. За столкновение с врагом или его снарядом, а также за прыжок в костёр или при падении сосульки на игрока отнимается жизнь. За столкновение с камнем на земле снимается 4-5 рисок линейки времени.
Время пополняется путём сбора бонусов: на уровнях распределены различные фрукты и ягоды, каждый из этих бонусов прибавляет определённое количество времени и очков. Гроздь бананов даёт 100 очков, морковь — 300, яблоко — 500.
Иногда на уровнях попадаются амфоры, которые при подсчёте очков по прохождению уровня удваивают их число.
За каждые 50000 очков игрок получает дополнительную жизнь.

## Уровни
Каждый уровень делится на четыре этапа. Этапы бывают в основном четырёх видов — дневной лес, море, пещера и ночной лес. Иногда также встречается этап вида «ледник». Каждому виду этапа соответствует своё музыкальное сопровождение, общее для всех этапов этого вида.
Порядок этапов совершенно разный на разных уровнях, однако завершает каждый уровень этап вида «ночной лес». В конце этого этапа игрок попадает в замок, где сталкивается с боссом.

### Секрет
- Бесконечные продолжения: если в конце уровня 1-1 перед табличкой со знаком G подойти к краю пропасти и подпрыгнуть, появится секретное яйцо, в котором лежит логотип фирмы Hudson, пчела. Теперь, если игрок проиграет, он может нажать любое направление на крестовине и одновременно с этим нажать Start во время показа титульного экрана или надписи «GAME OVER». Игра начнётся с того раунда, где игрок проиграл, с начала от таблички с надписью S.

## Оружие
Изначально Master Takahashi выдвигается безо всякого вооружения и вынужден избегать врагов, перепрыгивая через них. Впоследствии по дороге он находит огромные яйца, в которых хранится оружие и прочие бонусы:
- Каменный топор.

Метается на небольшое расстояние, примерно в два роста игрового персонажа. Одновременно в воздухе может находиться не более двух топоров.
- Огненные кни́ппели.

Отличаются от предыдущего оружия более прямой траекторией полёта (пролетают примерно в два раза бо́льшее расстояние до касания земли), а также возможностью уничтожать камни и катящиеся валуны, от которых топор попросту отскакивает.

## Бонусы
Также в яйцах можно обнаружить скейт, управление которым потребует от игрока определённой сноровки. Ехать на скейте можно только вперёд, либо притормаживая, либо разгоняясь. Поэтому подождать какого-либо лифта, пока он вернётся, не выйдет. Скейт полезен в тех случаях, когда заканчивается время и нужно успеть доехать до очередного check-point (их на уровне пять, плюс шестой — непосредственно окончание уровня), либо же когда уровень прямой и не заставляет игрока прыгать по движущимся платформам. При столкновении с препятствием скейт теряется, но игрок остаётся при своём оружии и без потери во времени. Иногда там попадается либо фея (делает игрока неуязвимым, можно бежать сквозь препятствия и врагов, опасаться надо лишь падений в пропасть), либо фиолетовое существо, напоминающее внешне баклажан (оно наоборот, притягивает к игроку неприятности, плюс время начинает отсчитываться с бо́льшей скоростью), и цветок, который удваивает очки от фруктов.
Также встречаются невидимые яйца. Определить местоположение таких секретов можно простреливая территорию перед собой: попадая в секретное яйцо, оружие пропадает, тогда как обычно летит до земли или границ экрана. Иногда в таких яйцах можно обнаружить белую либо красную бутылочки с молоком (буквой «М»). Они полностью восстанавливают жизнь. Кроме этого, также встречается перстень, который даёт игроку бонус в 2000 очков (при нахождении трех перстней, из 4-го яйца выпадет дополнительная жизнь).
К секретам можно отнести платформы, поднимающие игрока вертикально вверх. После того как герой покидает игровой экран на такой платформе, он оказывается на бонусном уровне, напоминающем подземный. Там нет врагов, но присутствует большое количество фруктов, дающих очки и бонусы времени. После возвращения игрок оказывается в игровом мире немного дальше по ходу продвижения от того места, где он перешёл на бонусный уровень. Обнаруживаются такие платформы так же, как скрытые яйца.
Кроме того, попасть на бонусный уровень позволяет ключ, иногда попадающийся в яйцах. Игрок, взявший такой ключ, попадает на бонусный уровень на одной из стандартных игровых платформ, следующих после яйца с ключом, которые, вопреки своему обычному поведению, быстро поднимаются вверх.

## Враги
Почти все враги в игре уничтожаются с одного удара. Изначально это улитки, которые движутся с низкой скоростью. В воздухе висят пауки, которые начинают при приближении игрока ползать вверх-вниз. Затем появляются вороны — они летят по синусоиде в пределах всего экрана. Позже появляются змеи, изначально они просто стоят, однако, если главный герой до этого заденет молотком лежачий камень или катающийся валун, то ближайшие змеи начинают плеваться ядом. В пещерах встречаются летучие мыши и черепа-привидения, вокруг которых летают огненные кни́ппели; на водных уровнях придётся столкнуться с щуками и осьминогами. Помимо этого, в игре присутствуют два типа лягушек — одни (тёмно-красные) начинают при приближении игрока прыгать, другие (зелёные) остаются на месте, но убиваются за 2 попадания, иногда и первые бывают с «двойной» жизнью. Также в лесу встречаются существа в капюшонах, которые гонятся за игроком. Убиваются они непросто, их легче перепрыгнуть; но если такого персонажа уничтожить двумя выстрелами в спину, предварительно его перепрыгнув, то он оставит после себя артефакт, похожий на джойстик от NES. Тот восстанавливает часть полоски энергии и даёт 1000 очков бонуса. Этот враг появляется лишь только тогда, когда игрок пересёк цветок, изображённый на фоне. Если врага в капюшоне убить выстрелом в лицо или используя скейт, то артефакт не появляется.
Из неживых опасностей следует опасаться падающих сталактитов в пещерах (сбиваются любым оружием) и скатывающихся валунов в горах (уничтожаются огненными кни́ппелями).
В конце каждого уровня игрок сталкивается с боссом. Босс находится в замке. Для того, чтобы попасть в этот замок, в конце этапа надо преодолеть две висячие платформы. Тело у всех боссов одинаковое, отличаются только головы, представляющие всякий раз новое существо. Голова является уязвимым местом босса, именно по ней следует стрелять, уворачиваясь от огненных шаров, которыми отстреливается противник.

## Управление
Управление аналогично Super Mario Bros.: прыжок, выстрел и бег, если зажать кнопку выстрела. Если персонаж находится в движении, его прыжки получаются значительно более высокими, чем с места.

## Отзывы
| Иноязычные издания | Иноязычные издания |
| Издание            | Оценка             |
| ------------------ | ------------------ |
| AllGame            | [ 2 ]              |
| GameSpot           | 6,5/10             |

Игра Adventure Island получила смешанные отзывы.